# Список космічних запусків
Список орбітальних космічних запусків містить коротку інформацію про орбітальні запуски. Список не містить суборбітальні запуски, але має відомості про невдалі орбітальні.

## Графік космічних запусків
| Кількість запусків за роками | Кількість запусків за роками                                                                              |
| ---------------------------- | --- |
| Космічні запуски за роками   | \| Легенда \| Легенда \| \| ------- \| ------- \| \| — \| Всього \| \| — \| Успішні \| \| — \| Невдалі \| |
| Роки                         | \| Легенда \| Легенда \| \| ------- \| ------- \| \| — \| Всього \| \| — \| Успішні \| \| — \| Невдалі \| |
| Легенда                      | |
| —                            | Всього |
| —                            | Успішні                                                                                                   |
| —                            | Невдалі                                                                                                   |